# 小坂敏幸
小坂 敏幸（こさか としゆき）は、日本の裁判官、公証人。
大阪市立大学卒業。東京地方裁判所部総括判事、前橋家庭裁判所所長などを経て東京高等裁判所部総括判事。退官後、東京公証人会会長、日本公証人連合会会長、法務省検察官・公証人特別任用等審査会委員、法務省検察官・公証人特別任用等審査会公証人分科会委員。

## 経歴
- 1981年4月 - 任官
- 1995年4月1日 - 東京地方裁判所
- 1998年4月1日 - 最高裁判所司法研修所教官
- 2002年2月25日 - 東京地方裁判所
- 2002年4月1日 - 東京高等裁判所
- 2004年5月27日 - 東京地方裁判所部総括判事（刑事第1部）
- 2008年4月1日 - 千葉地方裁判所部総括判事（第4刑事部）
- 2012年12月16日 - 前橋家庭裁判所所長
- 2014年12月9日 - 東京高等裁判所部総括判事（第1刑事部）

## 主な裁判
- 2007年3月16日 - 東京地方裁判所において、ライブドア元社長の堀江貴文に、証券取引法違反の罪で懲役2年6月（求刑懲役4年）の実刑判決を言い渡した（ライブドア事件）。